# Скотт, Уильям Монтегю Дуглас, 6-й герцог Баклю
Уильям Генри Уолтер Монтегю Дуглас Скотт, 6-й герцог Баклю и 8-й герцог Куинсберри (англ. William Henry Walter Montagu Douglas Scott, 6th Duke of Buccleuch and 8th Duke of Queensberry; 9 сентября 1831 — 5 ноября 1914) — шотландский аристократ, пэр и политик. Он был дедушкой по отцовской линии принцессы Алисы, герцогини Глостерской, и прадедушкой по материнской линии принца Уильяма Глостерского и принца Ричарда, герцога Глостерского. С 1831 по 1884 год он был известен как граф Далкейт.

## Ранняя жизнь, брак и семья
Родился 9 сентября 1831 года в Монтегю-хаусе, Уайтхолл, Вестминстер, Лондон. Старший сын Уолтера Монтегю Дугласа Скотта, 5-го герцога Баклю и 7-го герцога Куинсберри (1806—1884), и леди Шарлотты Энн Тинн (1811—1895), дочери сэра Томаса Тинна, 2-го маркиза Бата (1765—1837), и достопочтенной Изабеллы Элизабет Бинг . Он получил образование в Итонском колледже и в Крайст-черче, Оксфорд.
Во вторник 22 ноября 1859 года в Лондоне Уильям Монтегю Дуглас Скотт женился на леди Луизе Джейн Гамильтон (26 августа 1836 — 16 марта 1912), третьей дочери сэра Джеймса Гамильтона, 1-го герцога Аберкорна, и леди Луизе Джейн Рассел, дочери сэра Джона Рассела, 6-го герцога Бедфорда. У них было шестеро сыновей и две дочери:
- Уолтер Генри Монтегю Дуглас Скотт, граф Далкейт[англ.] (17 января 1861 — 18 сентября 1886)[1]
- Джон Чарльз Монтегю Дуглас Скотт, 7-й герцог Баклю (30 марта 1864-19 октября 1935)[2] , отец принцессы Алисы, герцогини Глостерской.
- Лорд Джордж Уильям Монтегю Дуглас Скотт[англ.] (31 августа 1866 — 23 февраля 1947)[3], женился 30 апреля 1903 года на леди Элизабет Эмили Мэннерс (1878—1924), дочери Джона Мэннерса, 7-го герцога Ратленда и Джанетты Хьюэн
- Лорд Генри Фрэнсис Монтегю Дуглас Скотт[англ.]  (15 января 1868 — 19 апреля 1945)[3]
- Лорд Герберт Эндрю Монтегю Дуглас Скотт[англ.] (30 ноября 1872 — 17 июня 1944)[3], женился 26 апреля 1905 года на Марии Жозефине Эдвардс (? — 1965). По материнской линии прадед Сары, герцогини Йоркской
- Леди Кэтрин Мэри Монтегю Дуглас Скотт (25 марта 1875 — 7 марта 1951)[3], вышла замуж за Томаса Бранда, 3-го виконта Хэмпдена (1869—1958)
- Леди Констанция Энн Монтегю Дуглас Скотт (10 марта 1877 — 7 мая 1970)[3], вышла замуж 21 января 1908 года за Достопочтенного Дугласа Галибертона Кэрнса (1867—1936), сына Хью Кэрнса, 1-го графа Кэрнса и Мэри Харриет Макнейл
- Лорд Фрэнсис Джордж Монтегю Дуглас Скотт (1 ноября 1879 — 26 июля 1952)[3], женился 11 февраля 1915 года на леди Эйлин Нине Сибелл Эллиот-Мюррей-Кининмаунд (1884—1938), дочери Гилберта Эллиота-Мюррея-Кининмаунда, 4-го графа Минто и леди Мэри Кэролайн Грей.

## Карьера
Он был консервативным членом парламента от Мидлотиана в 1853—1868, 1874—1880 годах. Он также был подполковником мидлотианского йоменри с 1872 года, а также служил мировым судьей (JP) для Селкиркшира, заместителем лейтенанта (DL) Селкиркшира и заместителем лейтенанта (DL) Роксбургшира.
«Политические достижения графа Далкейта» — политический памфлет, изданный и распространенный в Эдинбурге во время всеобщих выборов в Соединенном Королевстве в 1880 году. Она была хорошо представлена, но внутри аккуратно напечатанной обложки было всего тридцать две пустых страницы, что делало ее пустой книгой. Эта публикация считалась эффективной атакой на Уильяма Монтегю Дугласа Скотта, 6-го герцога Баклю, который уступил место Уильяму Гладстону 211 голосами.

## Смерть
Уильям Генри Уолтер Монтегю Дуглас Скотт, 6-й герцог Баклю и 8-й герцог Куинсберри, скончался в Монтегю-Хаусе, Уайтхолл, Лондон, Англия, в четверг, 5 ноября 1914 года, на 83-м году жизни. Он пережил свою жену, леди Луизу Джейн, немногим более чем на два года. У него остались семеро из восьми детей и их семьи.
Он был похоронен во вторник 10 ноября 1914 года в семейном склепе мемориальной часовни Баклю в епископальной церкви Святой Марии, Далкейт, Мидлотиан. Церковь расположена на Главной улице Далкейта, у входа в загородный парк Далкейта.

## Звания, почести и награды
- 9 сентября 1831 — 15 апреля 1884: Уильям Генри Уолтер Монтегю Дуглас Скотт, граф Далкейт
- 5 августа 1875 года: Кавалер Ордена Чертополоха[2]
- 16 апреля 1884 года: 6-й герцог Баклю и 8-й герцог Куинсберри[2]
- 7 декабря 1897 года: Кавалер Ордена Подвязки[1]
- 7 декабря 1897 года: Ушел в отставку с поста рыцаря Чертополоха[1]
- 1900: генерал-капитан Королевской роты лучников[1]
- 10 декабря 1901 года: Назначен тайным советником[7].

## Титулатура
- 6-й герцог Баклю (с 16 апреля 1884)
- 8-й герцог Куинсберри (с 16 апреля 1884)
- 8-й маркиз Дамфриссшир (с 16 апреля 1884)
- 9-й граф Баклю (с 16 апреля 1884)
- 6-й граф Донкастер (с 16 апреля 1884)
- 6-й граф Далкейт (с 16 апреля 1884)
- 6-й лорд Скотт из Тиндалла, Нортумберленд (с 16 апреля 1884)
- 6-й лорд Скотт из Уитчестера и Эскдейлла (с 16 апреля 1884)
- 10-й лорд Скотт из Баклю (с 16 апреля 1884).